# Erebus gemmans
Erebus gemmans là một loài bướm đêm trong họ Erebidae.

## Hình ảnh

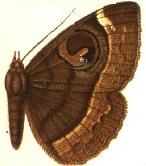